# Мандзенко, Иосиф Поликарпович
Ио́сиф Полика́рпович Мандзе́нко (21 ноября (3 декабря) 1890 — не ранее 1970) — офицер военного времени (подпоручик) Русской императорской армии, участник Первой мировой войны, затем — офицер армии УНР; участник Второй мировой войны — капитан Войска Польского, оберштурмбанфюрер СС, служивший в дивизии ваффен-СС «Галичина», подполковник УНА; после войны — эмигрант в США.

## Биография
Родился в местечке Голованевск Балтского уезда Подольской губернии. Православного вероисповедания. Окончил мужскую гимназию в Умани.
В 1909—1912 годах отбывал воинскую повинность вольноопределяющимся 2-го разряда. По выслуге установленного срока действительной военной службы был зачислен в запас армейской пехоты в унтер-офицерском звании.
Участник Первой мировой войны. В июле 1914 года, по всеобщей мобилизации, был призван на службу в 74-й пехотный Ставропольский полк, расквартированный в Умани, и направлен в Киев, в переменный состав пехотного запасного батальона 3-й пехотной запасной бригады, на учебные сборы по подготовке прапорщиков запаса армейской пехоты. По окончании сборов, выдержав экзамен на производство в первый офицерский чин, возвратился в свой полк, и в ноябре 1914 года был произведен в прапорщики.
Воевал в составе 74-го пехотного Ставропольского полка; младший офицер роты. Был дважды ранен. За боевые отличия награждён двумя орденами — Святой Анны 4-й степени (с надписью «За храбрость») и Святого Станислава 3-й степени (с мечами и бантом) — и в декабре 1915 года произведен в подпоручики.
22 августа 1915 года прапорщик Мандзенко попал в плен к австрийцам и до начала 1918 года пребывал в лагерях для военнопленных Гарт и Йозефштадт. 
С февраля 1918 года Мандзенко — офицер 7-й сотни и полковой адъютант 1-го полка стрелковой «Серожупанной» дивизии, сформированной австрийцами, после заключения Брестского мира, из военнопленных-украинцев.
В августе 1918 года в составе «Серожупанной» дивизии прибыл на территорию Украинской державы. Командовал дивизионным продовольственным обозом, затем 5-й сотней 1-го «Серожупанного» полка. После отречения гетмана Скоропадского от власти перешёл на службу в армию восстановленной УНР.
16 мая 1919 года, в Луцке, Мандзенко попал в плен к полякам, находился в лагере военнопленных Ланцут.
Участник Советско-польской войны на стороне поляков, в составе армии УНР. С мая 1920 года — начальник филиала Главного информационно-регистрационного бюро в Виннице. С 21 июня 1920 года — офицер личной охраны главного атамана Семёна Петлюры.
В 1921 году — офицер 50-го куреня (батальона) 6-й стрелковой дивизии армии УНР, интернированной в польских лагерях.
После освобождения из лагерей осел в Польше, в 1928 году на контрактной основе поступил на службу в 58-й пехотный полк Войска Польского в Познани. С 1938 года служил в 37-м пехотном полку в Кутно, в чине капитана.
Участник Второй мировой войны. В сентябре 1939 года в составе Войска Польского принимал участие в обороне Польши.
В июне 1943 года Мандзенко вступил добровольцем в дивизию Ваффен-СС «Галичина», получил чин оберштурмбанфюрера, эквивалентный подполковнику армии УНР. Редактировал и издавал дивизионный журнал «К победе».
В марте 1945 года дивизия ваффен-СС «Галичина» была переименована на 1-ю украинскую пехотную дивизию в составе недавно созданной Украинской национальной армии, де-юре — не входившую в состав Вермахта, и Мандзенко в чине подполковника продолжил в ней служить до сдачи в плен англичанам в мае 1945 года.
После окончания Второй мировой войны эмигрировал в США, там же издал свои воспоминания под псевдонимом Иосиф Серый.